# Tin Matić
Tin Matić (sinh 23 tháng 10 năm 1997), là một cầu thủ bóng đá Croatia thi đấu cho MFK Zemplín Michalovce ở vị trí tiền đạo, mượn từ Legia Warszawa.

## Sự nghiệp câu lạc bộ
Matić ra mắt tại Fortuna Liga cho MFK Zemplín Michalovce trước AS Trenčín vào ngày 19 tháng 8 năm 2017.